# トヨタ・GRヤリス ラリー1
トヨタ・GRヤリス ラリー1（TOYOTA GR YARIS Rally1）は、トヨタが2022年から世界ラリー選手権（WRC）に投入しているラリーカー。

## 概要
2022年に施行された「ラリー1」規定に沿って開発されており、WRカーからの変更点は共通ハイブリッドシステムの搭載、トランスミッションの5速化、パドルシフトの廃止に伴うシーケンシャルシフト化、アクティブセンターデフの廃止などが行われている。
エンジンについては先代ヤリスWRC同様、TGR-E本社（ドイツ）の青木徳生が責任者として開発している直列4気筒1.6Lターボの「GRE」が継続される。2021年7月より向こう5年間エンジン開発が凍結されるため、大幅な設計変更を行い、2021年第4戦ラリー・ド・ポルトガルより新スペックが投入された。これをベースにして、100%サスティナブルな燃料など、2022年のラリー1規定にあわせて最適化している。
ハイブリッドシステムはFIA指定のコンパクト・ダイナミクス製で最大100kw（約134馬力）、180Nmを発生。バッテリーとモータージェネレーターユニット（MGU）は後輪車軸付近に設置され、リアにて減速時にエネルギー回生/加速時にモーターアシストを行う。2025年、ラリー１規定改定によりハイブリッドシステムは廃止された。最低重量が1260kgから1180kgに軽量化され、リストリクター径が拡大された。
車体は2021年に新設されたTGR-Eフィンランドブランチ（通称ユスカ）で開発。ベース車両はトヨタ・GRヤリスだが、ラリー1規定により市販車に由来しないパイプフレームボディとなっている。ただし規則上ベース車両から変更できないデザインの部分では市販車のGRヤリスの持ち味が生きており、例えばルーフラインはリアウィングの空力効率を高めていたり、フロントのボンネット形状はフロントサスペンションのトップマウントの位置を最適化しやすくなっている。またWRカー用にスペースに余裕を持って設計されたエンジンフードの裏側も、ラリー1化する際に大きく役立っている。
設計者のトム・ファウラーは、パフォーマンスを多少犠牲にしてでもまず徹底的に信頼性を追究したと語っている。ヤリスWRCからの最大の変更点は初期に散々悩まされていた冷却系で、フロントのエアインテークは大型に設計された。ハイブリッドシステム用としてボディサイドに大型のエアダクトを設け、リアバンパー内に水冷ラジエターと2基の電動ファンを設置している。
カナードやルーバー、大型ディフューザーなどヤリスWRCの特徴だった先鋭的な空力パーツは規則で制限されたため、代わりにハイレーキとフラットフロアでダウンフォースを得る思想となった。リアウィングはヤリスWRCよりもフラットな形状になり、4枚のバーティカルスプリッター（垂直仕切り板）で気流を制御する。
サスペンションはヤリスWRCのBOS製からレイガー製に変更。WRカーではダンパーストロークを長く確保するため傾斜搭載するのがトレンドだったが、ラリー1ではストロークが270mmに制限され、トヨタはフリクション軽減のため、直立に近い配置を選択した。
部品の国産化も進められており、ヤリスWRC末期以降のGREエンジンのヘッド・ブロック・カムシャフト・サンプなどは日本のトヨタ工場で製造されている。ラジエーターはデンソー、ブレーキローターはENDLESS、ワイパーとライトポッドはPIAA製というのはヤリスWRCから変更されていないが、ブレーキキャリパーは英国のアルコンから曙ブレーキ工業製になっている。特にブレーキ類とライトポッドはドライバーたちからの評価は高い。
ラリー2車両との共通点が多いラリー1だが、トヨタのみライバルとは異なりラリー2車両の開発経験が無いため、未知の領域の開発となった。一方で共通ハイブリッドシステムの制御については、長年世界耐久選手権（WEC）に4WDハイブリッドマシンで参戦するTGR-Eのノウハウによって大いに助けられた。

## 活動

### 2022年
前年タイトル獲得を持ってフル参戦からは退いたセバスチャン・オジェが、エサペッカ・ラッピとシートをシェアする形で参戦を続行。カッレ・ロバンペラ、エルフィン・エバンスのダブルエース体制となる。勝田貴元は育成チーム「TOYOTA GAZOO Racing NEXT GENERATION」としてマニュファクチャラー登録の下に参戦することとなった。チーム監督はヤリ＝マティ・ラトバラ、開発責任者はトム・ファウラーでいずれも変更はない。
初戦ラリー・モンテカルロはMスポーツ・フォードから参戦した生けるレジェンド、セバスチャン・ローブに勝利を持っていかれるが、その後弱冠21歳の新星・カッレ・ロバンペラが怒涛の3連勝を達成。第6戦サファリ・ラリーでは1993年サファリ以来となる1-2-3-4フィニッシュも記録。ランキングではドライバー・コドライバー・マニュファクチャラーの全部門において大差で首位に立った。後半戦ではリード中だったロバンペラが連続デイリタイアを喫したり、第10戦アクロポリス・ラリーではヒョンデに表彰台独占を許したりと一転して不調が続いたが、10年ぶりのカレンダー復帰となった第11戦ラリー・ニュージーランドでロバンペラが優勝し、最年少ドライバーズ/コ・ドライバーズタイトルを決めた。第12戦ラリー・カタルーニャでもオジェが勝利しマニュファクチャラーズタイトルも確定。トヨタとしては1993〜1994年以来となる、2年連続3冠を達成した。

### 2023年
フル参戦のシートを求めたラッピがヒョンデへ移籍。勝田はラッピの代わりにオジェとシートをシェアする形で、部分的に「1軍」へ昇格した。勝田はオジェが参戦するイベントでは前年同様4台目として参戦するが、オジェが欠場する場合は勝田は3台目で、4台目はビジネスとして個人参戦者へレンタルに出さされる。